# Gustav Knuth

Gustav Knuth, 1981.

Gustav Adolf Karl Friedrich Knuth, född 7 juli 1901 i Braunschweig, Kejsardömet Tyskland, död 1 februari 1987 i Küsnacht, Schweiz, var en tysk skådespelare. 
Gustav Knuth var aktiv som teaterskådespelare från 1910-talets slut. Han filmdebuterade 1935 och kom att medverka i över 100 filmer. Han verkade primärt i Tyskland, Schweiz och Österrike. Från 1960-talet och fram till 1983 blev hans medverkan i TV-serier och TV-filmer allt mer frekvent.
Knuth tilldelades 1962 Ernst-Lubitsch-Preis för sin roll i filmen Der Lügner. 1974 tilldelades han Filmband in Gold för sin samlade filmkarriär.

## Filmografi, urval
- 1941 – Flickan från Fanö
- 1941 – Musikens vagabond
- 1943 – Det gudomliga lättsinnet
- 1944 – Människor i hamn
- 1946 – Under broarna
- 1953 – Ingen rädder här
- 1955 – Himmel utan stjärnor
- 1955 – Jag tänker ofta på Piroschka
- 1955 – Råttorna
- 1955 – Sissi
- 1956 – Sissi – den unga kejsarinnan
- 1957 – Sissi – älskad kejsarinna
- 1958 – Jungfruburen
- 1959 – Buddenbrooks – en familjs ära och förfall
- 1960 – I storstadens virvel
- 1961 – Der Lügner